# Хржонщевский, Никанор Адамович
Никано́р Ада́мович Тржаска-Хржонще́вский (Тжаска-Хжонщевский, пол. Nikanor Chrząszczewski, укр. Никанор Адамович Хржонщевський, 26 июля [7 августа] 1836, Пермь, Российская империя — 19 августа [1 сентября] 1906, Киев, Российская империя) — российский гистолог и патофизиолог польского происхождения, один из основателей гистофизиологии и санитарного образования населения в Российской империи, профессор Харьковского и Киевского университетов, заведующий кафедры патологической физиологии и декан медицинского факультета Императорского университета св. Владимира, председатель Киевского общества врачей, популяризатор медицины.
Работал в ведущих немецких лабораториях, овладел лучшими на то время методами гистологических исследований. Впервые в мире доказал наличие эпителия в альвеолах лёгких. Разработал метод физиологической инъекции для окраски живых клеток и тканей, с помощью которого исследовал строение почек, печени, жёлчных протоков, лимфатических сосудов. Внёс вклад в изучение причин инфаркта и влияния нарушения кровоснабжения почек на выделение мочи. Исследовал иннервацию и кровеносные сосуды внутренних органов.
Организатор первых в мире популярных лекций по медицине для широких слоёв населения.

## Биография

### Семья и детство

Дворянский герб «Тржаска»

Никанор Хржонщевский родился в городе Пермь, в семье небогатого польского дворянина Адама Ивановича Хржонщевского, герба Тржаска. Адам Хржонщевский с 12 до 48 лет прослужил в русской армии, освободился на пенсию в звании младшего офицера. Дед Никанора по отцовской линии Ян Тржаска-Хржонщевский был женат на дочке философа Казимира Догеля. Мать — Анастасия Дмитриевна Каратеева (или Каратаева) — также была дворянского происхождения, из села Тростянец Воронежской губернии. Вышла замуж за Адама, когда ей было всего 12 лет.
Никанор был восемнадцатым ребёнком в семье, а в общей сложности имел 23 братьев и сестёр. До совершеннолетия дожили только брат Михаил и сёстры Елизавета и Людмила, остальные дети Хржонщевских умерли от туберкулёза. От чахотки умерли также и мать (в 39 лет), и отец Никанора (в 70 лет).
Обучался сначала в Воронежской гимназии (по другим данным семья жила в Вольске), в 1846 году поступил во Вторую казанскую гимназию, которую окончил в 1854 году с золотой медалью.

### Студенческие годы
В 1854 году Никанор поступил на медицинский факультет Казанского университета, где его профессорами были анатом и патолог Евмений Аристов, физиолог и гистолог Филипп Овсянников, химик Александр Бутлеров, филолог и языковед Виктор Григорович, историк и обществовед Осип Ковалевский. Во время обучения студент Тржаска-Хржонщевский написал научные работы «Об окостенении» (1856) и «О дыхании» (1858), за которые был награждён золотыми медалями. После окончания университета в 1859 году защитил докторскую диссертацию De glandulis suprarenalibus ratione hystologica perbustratis, которая была посвящена почти неизученному тогда вопросу строения надпочечников. Руководитель работы неизвестен: кафедры гистологии в тогдашнем Казанском университете не было, никто из профессоров Хржонщевского не занимался надпочечниками, а функция этих желёз была неизвестна мировой науке. Исследование Хржонщевским надпочечников стало первым в изучении эндокринной системы в Российской империи.
Со времён обучения дружил с российским физиологом Николаем Ковалевским.
После окончания университета Никанор не смог продолжать научную работу, поскольку отцовские финансовые возможности были ограничены. Он устроился семейным врачом к вдове генерала Ивана Нератова Фавсте Ермолаевне (урождённой Великопольской) в селе Поповка Казанской губернии. Лечил как членов генеральской семьи, так и всех, кто нуждался в помощи. Здесь он встретил свою будущую жену Елизавету, на которой женился в ноябре 1860 года — в одних источниках она фигурирует как младшая дочь генерала Нератова, в других как Елизавета Дмитриевна Степанова.

### Стажировка за границей
С 16 февраля 1861 года по 19 октября 1864 года Никанор Адамович на средства Казанского университета и при содействии куратора учебных заведений князя Павла Вяземского находился на стажировке за границей для совершенствования знаний в области патологии и терапии. Он посетил в течение двух лет ряд европейских клиник и лабораторий, в частности Августа Фёрстера, Альберта Кёлликера, Иоганна Мюллера, Генриха Бамбергера, Карла Людвига. В 1862 году Вяземский сменил место работы, и финансирование прекратилось. Некоторое время Хржонщевский жил на приданое жены, пока не встретил в Германии Николая Пирогова, который написал два письма министру образования Александру Головнину с просьбой поддержать молодого исследователя. Впрочем, письма не дали результата. Тогда Пирогов посоветовал обратится за финансовой помощью к великой княгине Елене Павловне, которая раньше уже поддерживала самого Пирогова. Княгиня удовлетворила просьбу, и срок командировки был продлён ещё на два года.
Особенно хорошие отношения у Хржонщевского сложились с немецким патологом и физиологом Рудольфом Вирховом. С ним Никанор Адамович поддерживал тесную связь всю жизнь, уважал Вирхова как учёного, основателя учения о клеточной структуре живого и клеточную патологию. Вирхов, в свою очередь, очень высоко оценивал Тржаска-Хржонщевского и в своём отзыве писал:

Его исследования о тончайшем строении лёгких, почек, печени и других важных органов велись с такой выдержкой, осторожностью и оригинальностью, с которыми едва ли может быть поставлено в параллель любое другое исследование, они привели к результатам такой значимости, что некоторые из важнейших анатомических вопросов именно с их помощью могут считаться решёнными.
В лаборатории Вирхова Никанор Адамович быстро овладел методом серебрения тканей и стал его использовать в собственных исследованиях, несмотря на то, что некоторые авторитетные учёные отрицали информативность этой гистологической методики. Результатом её применения стала первая публикация Никанора Адамовича в зарубежном издании. В ней были изложены данные, полученные в Вюрцбургском университете, в лаборатории профессора Фёрстера. Исследование было посвящено изучению эпителиального слоя альвеол лёгких.

### Харьковский период
С 1865 года Хржонщевский был назначен приват-доцентом, а в 1867 году — профессором Харьковского университета. После его приезда в Харьков оказалось, что кандидат на должность приват-доцента должен прочитать открытую лекцию. Лекция Хржонщевского вызвала волну аплодисментов. Он был назначен приват-доцентом по гигиене, с чтением лекций по общей патологии, гистологии, эмбриологии, сравнительной анатомии, токсикологии и судебной медицине. В это же время от туберкулёза скончались обе сестры Никанора, и на него легла забота о воспитании шестерых малолетних племянников.
В 1866 году Хржонщевский основал гистологическую лабораторию, которая за период с 1866 по 1869 год опубликовала 18 научно-исследовательских трудов в лучших немецких научных журналах. Практически все работы выполнены учащимися Хржонщевского (Леонард Гиршман, И. Сакс, Павел Ясинский, Алексей Дудукалов, Николай Афанасьев и другие), а сам он напечатал в Virchows Archiv обобщающую работу, где отчитывался перед мировым научным обществом о создании новой гистологической школы в Харьковском университете.
В 1868 году Хржонщевский баллотировался на должность ординарного профессора Харьковского университета, но большинство профессоров высказались против. Тогда он подал заявку на такую же должность в Киевский университет.

### Киевский период

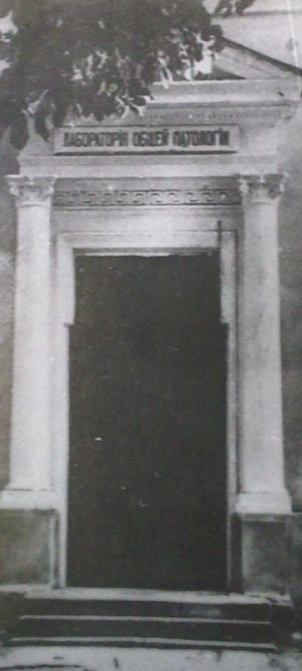
Лаборатория общей патологии, основанная Хржонщевским в Киеве

7 декабря 1868 года состоялось заседание Совета Киевского университета, на котором профессор Василий Покровский предложил кандидатуру Никанора Хржонщевского на должность профессора кафедры гистологии. Однако на эту должность ещё раньше был выдвинут профессор Пётр Перемежко, поэтому по общему согласию на предложение профессора Юлия Мацона Хржонщевского выбрали ординарным профессором и заведующим вакантной кафедры патологической физиологии. Это была одна из первых кафедр в Российской империи, где преподавалась новая учебная дисциплина — общая патология.
Сначала Хржонщевскому на кафедре помогал его ученик Николай Афанасьев, который переехал за учителем с Харькова. Однако в январе 1878 года Афанасьев скончался от тифа, и Хржонщевскому пришлось практически самостоятельно вести и научную, и педагогическую работу на кафедре. Администрация университета игнорировала многочисленные обращения Никанора Адамовича и не предоставляла ему ни одной должностной единицы (кафедра состояла из самого профессора и лаборанта-уборщика). Но даже при таких условиях при поддержке студентов и молодых врачей Хржонщевский продолжал активную научную деятельность.
На протяжении 5 месяцев 1870 года Хржонщевский находился в командировке за рубежом в научных целях.
В 1869 году студент И. М. Киселёв под руководством Хржонщевского выполнил исследования лимфатических сосудов печени, используя новаторскую методику физиологической инъекции индигокармина in vivo. Было положено начало целому направлению в науке — экспериментальной гистофизиологии. Наряду с морфологическими работами в лаборатории профессора Хржонщевского выполнялись и экспериментально-патологические исследования. Под руководством профессора работали студенты из кружка кафедры. Так, в 1872—1873 годах студенты 3-го курса Иван Максимович за «Исследования генеза геморрагических инфарктов и абсцессов, вызванных эмболией» и Александр Уверский за «Исследование микроскопических изменений в печени при экспериментальном травматическом воспалении её» были отмечены золотыми медалями университета, их труды напечатаны в «Университетских известиях». В течение последующих лет студенты М. Нестеровский, Ю. Судакевич, Е. Вербицкий и другие студенты выполняли научные исследования по иннервации печени, лимфатической системе, кровообращения в почках.
С 1869 до 1872 года Хржонщевский был деканом медицинского факультета. В это время он стал организатором первой в Киеве больницы для приходящих больных (поликлиники). Она открылась 1 декабря 1870 года в доме Березовского на углу улиц Владимирской и Шулявской. По призыву Хржонщевского в ней стали бесплатно работать преподаватели факультета: Владимир Бец, Евгений Афанасьев, Людвиг Горецкий, Николай Склифосовский, Алексей Шкляревский, Карл Тритшель и другие. Никанор Адамович также принимал пациентов с заболеваниями лёгких. Кроме того, он работал терапевтом в Лаврской монастырской больнице. К сожалению, поликлиника была закрыта уже через полтора года, когда её возглавил доктор Лесков, а оборудование из неё исчезло.
В декабре 1869 года Хржонщевский инициировал создание комитета для подготовки III съезда естествоведов России, который состоялся в Киеве в 1871 году. В комитет кроме него вошли профессора Владимир Бец, Василий Покровский, Християн Гюббенет, Юлий Мацон.
С целью увековечения памяти своего ученика Н. С. Афанасьева Хржонщевский собрал средства и создал фонд, из которого выделялись стипендии студентам-медикам, представленных профессором кафедры общей патологии. Первым, кто получил эту стипендию, был студент Фёдор Ломинский, впоследствии профессор кафедры гистологии медицинского факультета.
В 1875 году возле анатомического театра было построено отдельное одноэтажное строение, где разместились лаборатории общей патологии и гистологии. Некоторые студенческие работы выполнялись сразу в двух лабораториях, поскольку профессора Хржонщевский и Перемежко не только поддерживали хорошие личные отношения, но и имели общие научные интересы.

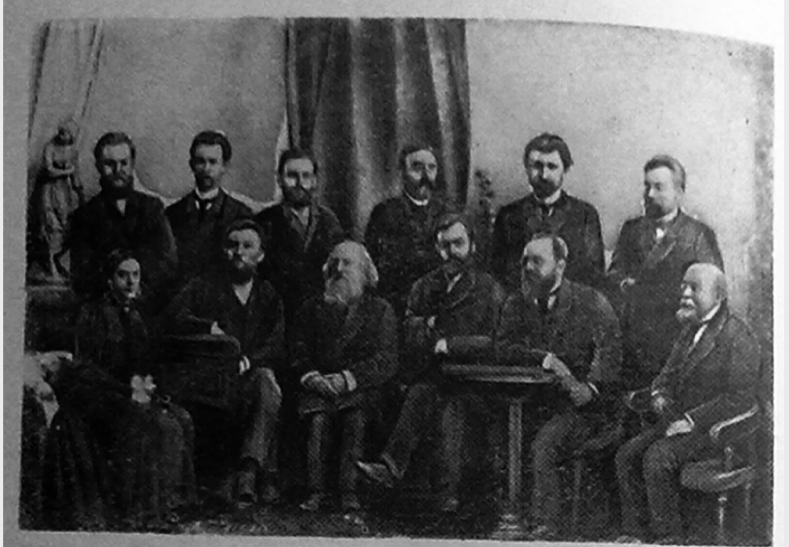
Хржонщевский со своими учениками (1890-е годы)

Профессор Хржонщевский занимал дружественную по отношению к студентам позицию во время репрессий со стороны университетской администрации за участие в политических акциях. В 1878 году студенты собрались для обсуждения необоснованного по их мнению ареста студента-медика Николая Подольского, которого подозревали в покушении на прокурора М. М. Котляревского. В актовый зал прибыл ректор Александр Матвеев с группой инспекторов и призвал студентов разойтись. Студенты не подчинились, после чего согласно приговору университетского суда 170 из них были исключены из университета без права поступления в другие учебные заведения. Утвердили решение 35 членов Совета университета, против выступили только четверо профессоров — Хржонщевский, Иван Лучицкий, Тимофей Флоринский и Алексей Шкляревский.
Руководство университета было недовольно активной позицией профессора. Заметным было его регулярное отсутствие на торжественных заседаниях, посвящённых обращениям к императорской семьи по случаю юбилеев. Ярким примером отношения администрации к Хржонщевскому была негативная реакция на выдвижение им Сергея Боткина в почётные профессора Киевского университета 1884 года. На него писали доносы в органы власти. Кончилось все неблагоприятно для Хржонщевского: за 7 месяцев до заслуженной 25-летним трудом пенсии в мае 1888 года его уволили из университета. Однако это вызвало возмущение среди университетской профессуры, после чего ректор обратился в министерство образования и специальным разрешением императора Хржонщевскому всё же была назначена полная пенсия. Вплоть до мая 1891 года Хржонщевский пытался вернуться в университет, однако ему было отказано в чтении лекций.
После отставки Хржонщевский продолжал общественную и научно-популярную деятельность, принимал участие в Народных чтениях, выпускал популярные брошюры. В 1892 году организовал борьбу с холерой в Киеве.
В Киеве Никанор Адамович жил в особняке на Бибиковском бульваре, 32. Однако в 1876 году он продал его зажиточной семье Модзелевских.
Последние годы жизни провёл в доме № 5 по Назаровской улице.
Умер в 1906 году в Киеве, похоронен на Байковом кладбище. Место захоронения неизвестно.

### Личная жизнь
Женился на Елизавете Ивановне Нератовой (или Елизавете Дмитриевне Степановой) в 1860 году. У супругов было по меньшей мере четверо собственных детей: сын Адам, дочери Сара, Наталия, Лидия.
Адам Хржонщевский получил медицинское образование, с 1893 года служил младшим врачом в составе 131-го Тираспольского пехотного полка, который был расквартирован в Киеве. Не позже 1913 года получил звание старшего врача.
После смерти сестёр у Никанора Хржонщевского осталось шестеро племянников, которых он усыновил и среди которых были Цезарь Францевич и Гилярий Францевич.

## Научная деятельность
Никанор Хржонщевский внёс значительный вклад в гистологию, гистофизиологию, патологическую физиологию. Ему принадлежат несколько десятков научных работ, в том числе в ведущих заграничных научных журналах.

### Изучение эпителиального слоя альвеол лёгких

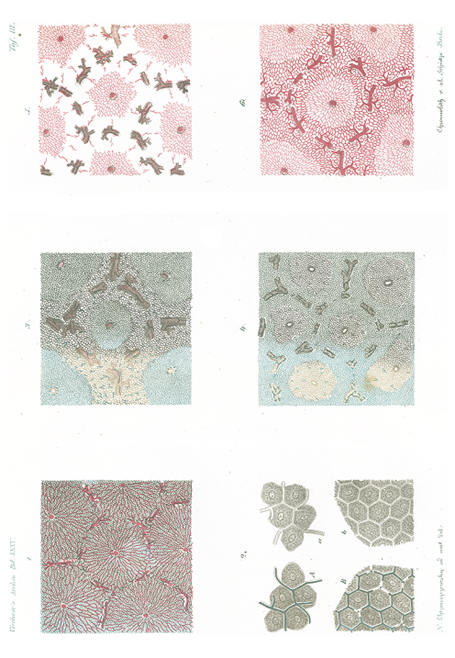
Рисунки Хржонщевского из его статьи в Virchows Archiv по поводу эпителия альвеол

Большинство гистологов середины XIX века (Альберт Ценкер, Фридрих Генле и другие) считали, что в альвеолах лёгких эпителия нет и сосуды лежат прямо на поверхности ткани для газообмена, поскольку дополнительный слой клеток препятствовал бы движению газов при дыхании. Эпителиальные клетки не удавалось увидеть на препаратах лёгких. Хржонщевский считал, что немецкие гистологи использовали неадекватные методы изготовления образцов, поэтому и не видели тонкого слоя клеток, которые разрушались в ходе приготовления препаратов. Другие учёные «видели» в альвеолах слой плоского эпителия, хотя никак не могли надёжно зафиксировать этот факт. Из-за этого определённая группа исследователей, в частности Губерт Лушка, пыталась найти компромисс, предполагая, что эпителий в лёгких существует в виде островков или рудиментарных остатков от эмбрионального периода.
Изучение альвеол лёгких Хржонщевский проводил под руководством профессора Ферстера. При помощи раствора азотнокислого серебра (ляписа) он фиксировал целые лёгкие небольших животных или отдельные доли лёгких больших животных или человека с сосудами, предварительно заполненными смесью из «берлинской лазури» и клея. Дальше препарат фиксировался этанолом, разрезался и окрашивался кармином и обрабатывался глицерином с содержанием 1 % уксусной кислоты. Раствор серебра, проникая через неповреждённую плевру в ткани лёгких и встречая на своём пути эпителий альвеол, действовал на них вяжущим образом, в результате чего эпителиальные элементы плотно удерживались на своём месте. Раствор ляписа также образовывал напыление, взаимодействуя с межклеточным веществом эпителиальной ткани, которое под воздействием света темнело, обозначая чёткую границу между эпителиальными клетками. Таким образом Хржонщевский смог однозначно доказать наличие однослойного эпителия в альвеолах, фактически открыв эпителиоциты альвеол.

### Метод физиологических инъекций
Классическая гистология имела на вооружении только метод искусственного заполнения тканей красителями, которые обычно наносились на уже готовые, мёртвые препараты. Хржонщевский предложил вводить живому подопытному животному витальный (не приводящий к гибели) краситель и наблюдать его движение по кровеносным и лимфатическим сосудам, а также его выделение полыми протоками секреторных и выделительных органов. При помощи этого метода Хржонщевскому удалось детально исследовать капилляры, лимфатические сосуды, жёлчные протоки, строение нефрона.

#### Исследования почек
При помощи физиологических инъекций Хржонщевский исследовал строение почечных канальцев. К началу 1860-х годов в анатомии доминировала точка зрения Генле, который описал «замкнутую» и «открытую» системы канальцев. Хржонщевский доказал, что существует только одна система канальцев в нефроне, а также описал строение приносящих артериол и клубочка, при этом отметил зависимость размера капилляров клубочка от диаметра артериол.
Позже, в 1880-х годах Хржонщевский опять вернулся к исследованиям почек. Вместе со студентом Е. В. Вербицким он создал модель нарушения кровообращения в почке при перевязке почечной артерии.
Хржонщевский отстаивал приоритет Александра Шумлянского в исследовании строения почки.

#### Исследования печени
При исследовании гистологического строения печени Никанор Адамович вступил в полемику с гистологами Эрнстом Брюкке и Карлом Людвигом, а потом и с Фридрихом Генле. Он вводил разные красители в разные сосуды печени и наблюдал, как они разносятся кровью. В результате проведённых исследований он показал, что каждая печёночная частица пронизана капиллярами от разных сосудов: в периферийной зоне циркулирует преимущественно кровь воротной вены, а в центральной — главным образом, артериальная, которая смешивается здесь с кровью воротной вены.
Далее учёный подобрал вещество, которое бы выделялось вместе с жёлчью и окрашивало весь путь выделения (индиго-серный натрий). Таким образом, Хржонщевский установил, что жёлчные протоки начинаются внутри печёночных частиц сеткой капиллярных каналов.

#### Исследования строения кровеносных и лимфатических сосудов

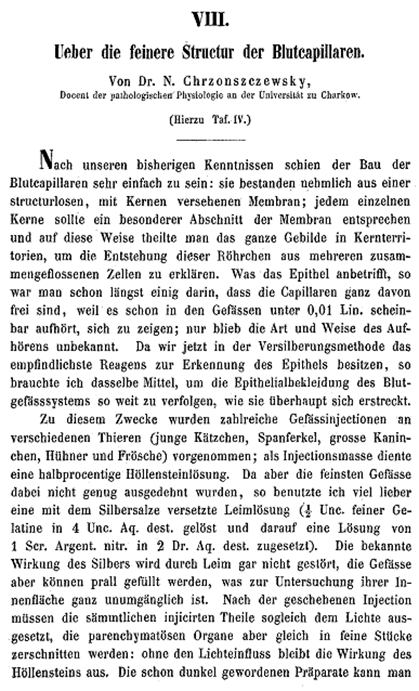
Первая страница статьи Хржонщевского по поводу строения кровеносных капилляров

Хржонщевский не только использовал кровеносные сосуды для доставки красителя к тканям, но и окрашивал сами кровь и лимфу, изучая кровеносные и лимфатические сосуды. Кровь он окрашивал раствором азотнокислого серебра. В средине XIX века в анатомии считалось, что стенки капилляров состоят из бесструктурной ткани с ядрами. Однако учёному удалось доказать на растянутых воздухом органах наличие двух слоев в эндотелии: внешней мембраны и слоя эпителиальных клеток. Эта работа была пионерской, только французский гистолог Луи-Антуан Ранвье через несколько лет после исследования Хржонщевского смог увидеть базальную мембрану в виде второго контура окраски на микроскопическом препарате.
Вместе со своим студентом Иваном Сикорским (будущим психиатром и отцом авиаконструктора Игоря Сикорского) Хржонщевский исследовал строение и происхождение лимфатических сосудов лёгких. Они вводили в трахею живого животного ярко-красный краситель карминокислый аммиак и изучали, как окрашивается лимфа, потом кровь, а дальше — как соединение выводится с мочой. Удачный выбор красителя, который не накапливался ни в клетках, ни в межклеточном веществе, позволил выделить сеть каналов, которые оказались лимфатическими сосудами. В дальнейших опытах, окрашивая для контраста кровь индигокармином, Хржонщевский и Сикорский чётко доказали отличие лимфатических и кровеносных сосудов.
Также Хржонщевский впервые доказал возможность всасывания веществ через лимфатические сосуды диафрагмы и кожи. Он вводил в брюшную полость животного кармин, который окрашивал лимфатические сосуды, а далее забивал животного и обрабатывал ткань диафрагмы раствором серебра. Такая методика двойного окрашивания (прижизненного и фиксированного животного) также была разработана Хржонщевским и дала результат: оба рисунка сосуд полностью совпадали. В дальнейшем Хржонщевский открыл сеть лимфатических сосудов кожи и доказал способность неповреждённой кожи всасывать вещества через эту сеть.

### О сосудодвигательных нервах и воспалении
Важные данные получены Хржонщевським относительно значения сосудодвигательных нервов в ходе воспаления. В его опытах было показано, что повреждение поверхности языка жабы ляписом после двусторонней перевязки подъязычных нервов вызывает нагноение, а впоследствии омертвение тканей. Такое же влияние флогогенного агента (мощного патогена, превосходящего адаптационные возможности ткани) на язык после пересечения языкоглоточных нервов, которые также обеспечивают парасимпатическую иннервацию языка, приводит к значительно менее выраженному воспалению. В этом исследовании учёный использовал чисто патофизиологическую методику — моделировал патологический процесс и изучал его механизмы. Вопросы иннервации разных органов активно изучались под руководством Хржонщевского. В частности, студент М. Нестеровский получил золотую медаль университета за работу «О нервах печени» и впоследствии опубликовал её в Virchow’s Archiv.

### Научные работы киевского периода
В 1870-х годах Хржонщевский занимается проблемами эмболического инфаркта, нарушением кровообращения в почках и его влияние на секреторную активность почки, описанием строения и функции вазомоторных нервов. Относительно работы «К учению о вазомоторных нервах», то она была пионерской в области, поскольку в то время было проведено фактически единственное исследование проблемы в статье Карла Тритшеля «О нервах слизистой оболочки желудка». Исследуя язык, брыжейку и плавательную перепонку жабы, Хржонщевский выделяет три системы нервной регуляции тонуса сосудов, а именно симпатические, спинномозговые, которые связаны с центральными нервными структурами, а также «собственные периферические вазомоторные центры, содержащиеся, вероятно, в ганглиозных клетках, заложенных в стенке сосуда».

## Популяризация медицины

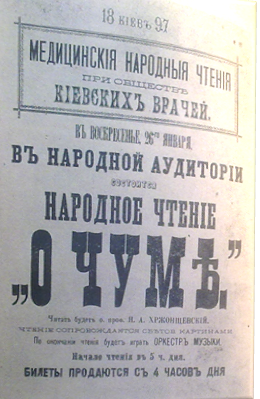
Объявление об одной из лекций Хржонщевского «О чуме»

Много усилий Хржонщевский уделял популяризации медицинских знаний среди населения. С идеей чтения лекций для широких масс он обратился к Киевскому обществу врачей, которое возглавлял в 1869—1872 годах (а также в 1886—1889 и 1889—1892 годах), параллельно возглавляя Киевское общество естествоиспытателей (1870—1872). Получив поддержку, предложил вынести ходатайство киевскому губернатору и куратору учебного округа об устройстве медицинских чтений. Далее вышли «Высочайше утверждённые 24 декабря 1876 правила для устройства народных чтений в губернских городах», и таким образом было разрешено организовать Комиссию медицинских народных чтений при Обществе киевских врачей. Эта комиссия была создана в Киеве 10 декабря 1886 года.

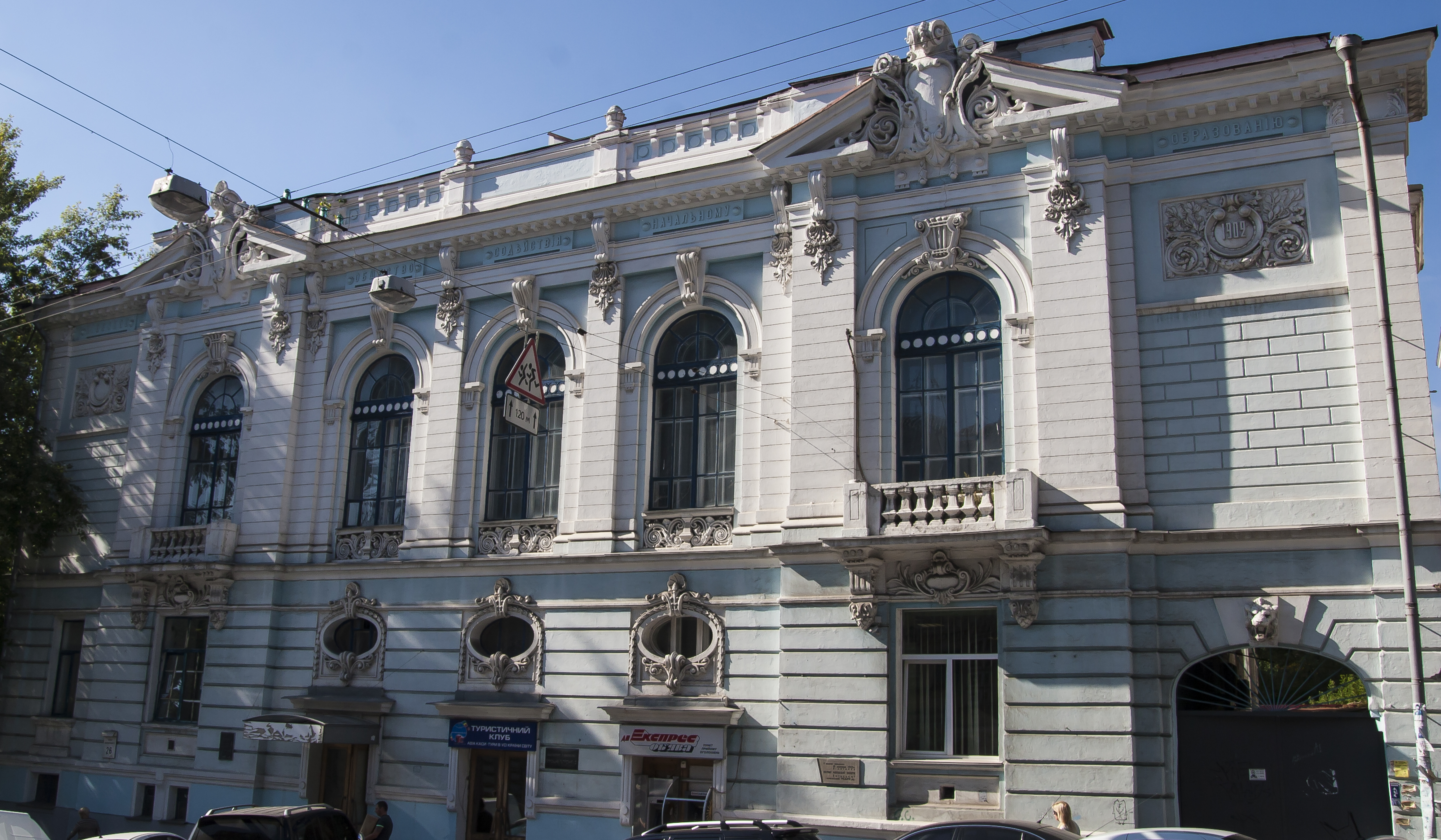
Здание Народной аудитории в Киеве

Поскольку специального помещения для лекций не было, то по началу приходилось их читать в разных местах. 26 декабря 1886 года в верхнем зале контрактового дома на Подоле профессор Хржонщевский прочитал первую лекцию на тему «О вреде пьянства для здоровья». Профессора вскоре поддержала Городская дума, которая разрешила Комиссии медицинских чтений пользоваться собственным помещением. Также Комиссии досталось от депутатов 150 рублей на приспособление под лекторий нижней залы своего здания на Крещатике, а также выплачивалось от думы ежегодно 300 рублей. В дальнейшем по инициативе Хржонщевского было построено специальное здание для народных чтений — Народная аудитория (Бульварно-Кудрявская улица, 26), которая открылась 8 октября 1895 года.
В отчёте Комиссии народных медицинских чтений при Обществе киевских врачей за 1887—1890 годы сообщалось о проведении чтений по охране здоровья, в частности эпидемиологии и гигиене. За период с 26 декабря 1886 года по 26 декабря 1890 года проведено 90 чтений. «Народные медицинские чтения везде и каждое воскресенье является обязательным разумным, практичным и дешёвым способом оздоровления России», — отметил Никанор Хржонщевский в этом же отчёте.
Лекции читали профессора Киевского университета и другие члены Общества киевских врачей, большинство из них иллюстрировались диапозитивами. Тексты докладов должны были утверждаться цензурой, а лектор не имел права отклоняться от текста. Тем не менее, врачи помимо чисто медицинских вопросов поднимали и медико-социальные проблемы, что служило причиной доносов и репрессий, вплоть до временного закрытия чтений в 1897—1898 годах. Лекции охватывали широкий круг вопросов: строение человека, психические болезни, дифтерия, советы при несчастных случаях и о воспитании детей.
Лекции пользовались большим успехом. Например, в 1890 году их прослушали приблизительно 7,5 тысяч лиц, а за период до 1895 года на народных медицинских чтениях присутствовало приблизительно 43 тысяч слушателей. Чтения для слушателей были платными: место в первом ряду стоило 40 копеек, во втором — 20, а в третьем-четвёртом — 10. Самые дешёвые, по пять копеек, оставляли для бедных. Приглашали также военных. В казармы рассылались билеты на 100—150 лиц. Пускали и тех, у кого денег не было.
На нужды чтений шли членские взносы Общества киевских врачей, каждый из них составлял 5 рублей в год. Помогали и инициаторы, которые устраивали благотворительные акции. В 1887 году артист Михаил Иванович Козельский поставил спектакль в пользу Комиссии медицинских народных чтений и передал ей 673 рубля 80 копеек. А ещё через год провели литературно-музыкально-танцевальный вечер, пополнив кассу на 1335 рублей. На эти деньги издавали просветительские брошюры с текстами лекций.

### Некоторые из тем лекций и брошюр Никанора Хржонщевского
- «О вреде пьянства для здоровья»[31][32]
- «О том, что такое чума и как предохраниться от этой ужасной болезни»
- «Человек не для того живёт, чтобы есть, но ест для того, чтобы жить и работать»
- «Об одежде»
- «О том, как охранять себя от холеры»
- «Курить или не курить?»
- «Чахотка несравненно гибельнее самых страшных болезней, каковы например холера и чума»
- «Вино является лекарством»[33]
- «Что такое водка и все спиртные напитки: паралитический яд или полезное питьё?»[34]

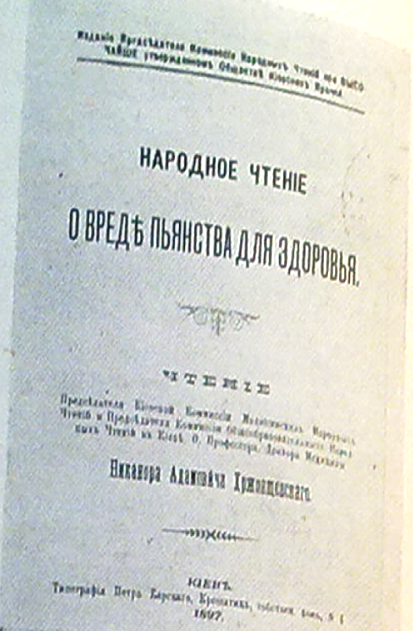
О вреде пьянства для здоровья
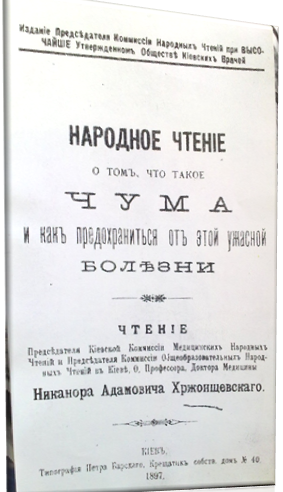
О том, что такое чума и как предохраниться от этой ужасной болезни
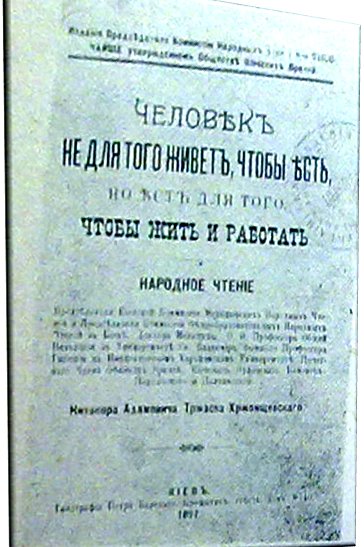
Человек не для того живёт, чтобы есть, но ест для того, чтобы жить и работать
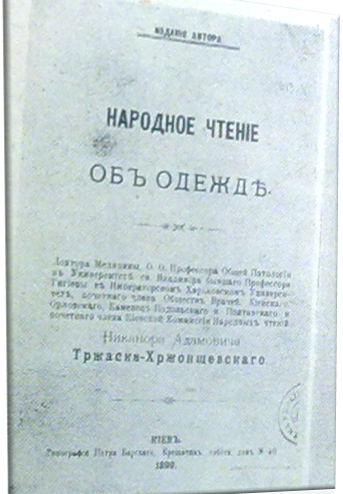
Об одежде
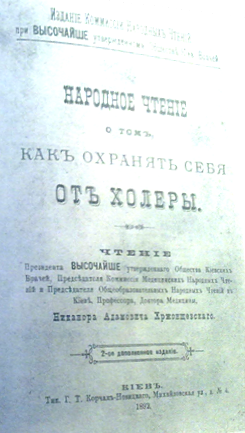
О том, как охранять себя от холеры
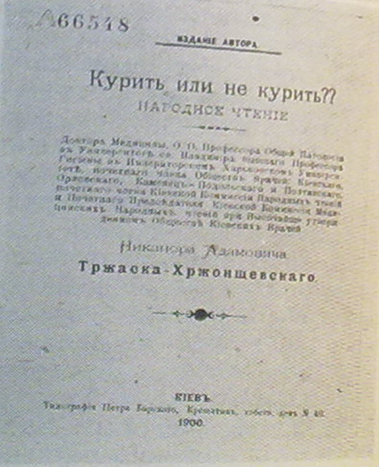
Курить или не курить?
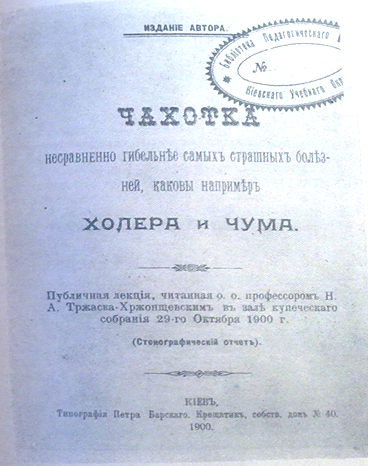
Чахотка несравненно гибельнее самых страшных болезней, каковы например холера и чума

## Память
23 сентября 1906 года Общество киевских врачей почтило Хржонщевского вставанием. 8 октября 1906 года состоялось торжественное заседание Общества содействия начальному образованию совместно с Комиссией народных медицинских чтений в Народной аудитории. В 1907 году вышел выпуск «Трудов Общества киевских врачей» с портретом Хржонщевского и посвящённый его памяти.
В 1909 году большой зал Народной аудитории был назван именами Никанора Хржонщевского и Алексея Андриевского.
Имя Никанора Хржонщевского широко цитировалось в учебниках по физиологии и гистологии, в первую очередь как открывателя жёлчных протоков, структуры почек, а также разработчика метода прижизненной окраски ткани.
В 2015 году учёные Института физиологии НАН и научно-популярного проекта «Моя наука» восстановили «Народные чтения имени Никанора Хржонщевского» в том же зале Народной аудитории, где они читались изначально.

## Научные работы
Автор более 50 научных работ на русском и немецком языках.
Некоторые статьи:
- Chrzonszczewsky, N. Über das Epithel der Lungenblaschen der Saugethiere (нем.) // Würzburg. med. Zschr; Centralblatt f. d. med. Wissenschaft : magazin. — 1863. — Bd. 4, Nr. 44. — S. 206.
- Chrzonszczewsky, N. Zur Anatomie der Niere (нем.) // Centralblatt f. d. Med. Wissenschaft : magazin. — 1863. — Bd. 1, Nr. 48.
- Chrzonszczewsky, N. Zur Anatomie der Niere (англ.) // Virchows Archiv[англ.] : journal. — 1864. — Vol. 31, no. 2. — P. 153—198. — ISSN 0945-6317. — doi:10.1007/BF02070253.
- Chrzonszczewsky, N. Zur Anatomie und Physiologie der Leber (нем.) // Centralblatt f. d. Med. Wissenschaft : magazin. — 1864. — Bd. 1, Nr. 38.
- Chrzonszczewsky, N. Über den Ursprung der Lymphgefasse (нем.) // Virchows Archiv[англ.] : magazin. — 1865. — Bd. 35.
- Chrzonszczewsky, N. Über die feinere Structur der Blutcapillaren (нем.) // Virchows Archiv[англ.] : magazin. — 1865. — Bd. 35.
- Chrzonszczewsky, N. Zur Lehre von dem Lungenepithel (англ.) // Virchows Archiv[англ.] : journal. — 1866. — Vol. 35, no. 1. — P. 165—168. — ISSN 0945-6317. — doi:10.1007/BF01979891.
- Chrzonszczewsky, N. Zur Anatomie und Physiologie der Leber (англ.) // Virchows Archiv[англ.] : journal. — 1866. — Vol. 35, no. 1. — P. 153—164. — ISSN 0945-6317. — doi:10.1007/BF01979890.
- Chrzonszczewsky, N. Arbeiten aus dem histologischen Institute zu Charkow vom akademischen (russisch gerechneten) Jahre 1866–1867 (нем.) // Virchows Archiv[англ.] : magazin. — 1868. — Bd. 44, Nr. 1. — S. 22—37.
- Trzaska-Chrzonszczewsky, N. A. Ueber meine Methode der physiologischen Injection der Blut- und Lymphgefässe (нем.) // Virchows Archiv[англ.] : magazin. — 1898. — Bd. 153, Nr. 1. — S. 110—129. — ISSN 0945-6317. — doi:10.1007/BF01947724.
- Trzaska-Chrzonszczewsky, N. A. Zur Lehre von den vasomotorischen Nerven (англ.) // Virchows Archiv[англ.] : journal. — 1899. — Vol. 157, no. 2. — P. 373—376. — ISSN 0945-6317. — doi:10.1007/BF01881769.

### Статьи Н. А. Хржонщевского
на немецком языке
- Chrzonszczewsky, N. Arbeiten aus dem histologischen Institute zu Charkow vom akademischen (russisch gerechneten) Jahre 1866–1867 (нем.) // Virchows Archiv. — 1868. — Nr. 44 (1).

на русском языке
- Тржаска-Хржонщевскій, Н. А. Народное чтеніе о вредѣ пьянства для здоровья. — Изд. 2-е, автора. — Кіевъ, 1901. — 23 с.
- Тржаска-Хржонщевскій, Н. А. Народное чтеніе о вредѣ пьянства для здоровья. — Изд. Предсѣдателя Комиссіи народнымъ чтеній при Высочайше утвержденномъ Обществѣ Кіевскихъ врачей. — Кіевъ, 1897. — 23 с.
- Тржаска-Хржонщевскій, Н. А. Вино есть лекарство. — Кіевъ, 1897. — 4 с.
- Тржаска-Хржонщевскій, Н. А. Что такое водка и всѣ спиртные напитки: паралитическій ядъ или полезное питье?. — Кіевъ, 1898. — 4 с.